# Radnički nogometni klub Split
Il Radnički nogometni klub Split (in italiano Associazione Calcistica dei Lavoratori Spalato), meglio noto come RNK Spalato (per i croati semplicemente Split), è una società calcistica croata con sede nella città di Spalato.
Dalla stagione 2010-2011 milita nella Prva hrvatska nogometna liga, la massima divisione del campionato croato.
Nel 2016-2017 viene retrocesso in seconda divisione ma non riesce ad iscriversi e scende direttamente nella terza serie, dove milita nella stagione 2018-2019

## Storia
Il RNK Spalato è la seconda squadra per importanza della città croata dopo l'Hajduk Spalato e affonda le proprie radici nella classe operaia locale, molti dei sostenitori infatti provenivano dai cantieri cittadini. La società non ha mai nascosto la propria vicinanza politica con l'estrema sinistra, più precisamente coi movimenti anarchici, tanto da aver organizzato una spedizione di volontari in occasione della resistenza anti-fascista contro il regime del generale spagnolo Francisco Franco; inoltre, nel 1940, molti dei giocatori del club lottarono nelle forze partigiane capitanate da Tito. Il colore sociale del club era il nero, colore tradizionale del movimento anarchico, salvo poi ripiegare sul rosso nel 1933, visto l'aumento dell'influenza social-comunista all'interno del club.
La società si posiziona al 36º posto nella classifica perpetua della Prva Liga Jugoslava.
Il RNK Spalato raggiunge la massima serie croata soltanto nel 2010-11 dove, nella stagione d'esordio, riesce a conquistare uno storico terzo posto a soli due punti di distacco dai rivali dell'Hajduk, ottenendo così un pass per i preliminari di Europa League: verranno poi eliminati al terzo turno dagli inglesi del Fulham.

Nel campionato 2013-2014 si sono classificati al quarto posto, ottenendo così il diritto a disputare i preliminari di Europa League,venendo poi eliminata dalla squadra italiana del Torino.

## Palmarès

### Competizioni nazionali
- 2. Savezna liga: 2

1956-1957, 1959-1960
- Druga hrvatska nogometna liga: 3

1996-1997, 1997-1998, 2009-2010
- Treća HNL: 1

2008-2009 (girone Sud)
- Hrvatska republička liga: 2

1963-1964, 1983-1984
- Hrvatska nogometna liga - Zona Dalmazia: 1

1966-1967

### Competizioni regionali
- Splitski nogometni podsavez: 5

1920, primavera 1931, 1932-1933, 1937-1938, 1938-1939
- Treća nogometna liga: 1

2007-2008 (girone Sud)

### Competizioni giovanili
- Juniorsko prvenstvo Hrvatske u nogometu: 1

2014-2015
- Kup Hrvatske u nogometu za juniore: 2

1993-1994, 2010-2011

### Altri piazzamenti
- Coppa di Jugoslavia:

Semifinalista: 1960-1961
- 2. Savezna liga:

Terzo posto: 1958-1959 (girone ovest)
- Coppa di Croazia:

Finalista: 2014-2015

## Organico

### Rosa 2016-2017
Aggiornata al 1º luglio 2016.
| N. |                        | Ruolo | Calciatore                    |
| -- | ---------------------- | ----- | ----------------------------- |
| 1  | Croazia (bandiera)     | P     | Tomislav Duka                 |
| 3  | Bielorussia (bandiera) | D     | Maksim Vitus                  |
| 5  | Croazia (bandiera)     | D     | Branko Vrgoč (capitano)       |
| 7  | Croazia (bandiera)     | C     | Matej Jukić                   |
| 8  | Croazia (bandiera)     | C     | Mateo Topić                   |
| 10 | Croazia (bandiera)     | A     | Petar Mišić                   |
| 11 | Croazia (bandiera)     | A     | Dražen Bagarić                |
| 17 | Croazia (bandiera)     | A     | Dino Špehar                   |
| 18 | Albania (bandiera)     | D     | Amir Rrahmani (vice-capitano) |
| 19 | Albania (bandiera)     | C     | Elis Bakaj                    |

| N. |                    | Ruolo | Calciatore        |
| -- | ------------------ | ----- | ----------------- |
| 20 | Croazia (bandiera) | C     | Luka Grubišić     |
| 21 | Croazia (bandiera) | A     | Ivan Pešić        |
| 24 | Serbia (bandiera)  | C     | Miloš Vidović     |
| 29 | Croazia (bandiera) | D     | Ivan Ibriks       |
| 30 | Croazia (bandiera) | A     | Petar Franjić     |
| 33 | Croazia (bandiera) | C     | Mirko Oremuš      |
| 44 | Croazia (bandiera) | D     | Jure Obšivač      |
|    | Croazia (bandiera) | D     | Ivan-Anton Vasilj |
|    | Croazia (bandiera) | C     | Filip Faletar     |

### Rosa 2015-2016
| N. |                        | Ruolo | Calciatore                 |
| -- | ---------------------- | ----- | -------------------------- |
| 1  | Croazia (bandiera)     | P     | Tomislav Duka              |
| 2  | Serbia (bandiera)      | D     | Aleksandar Miljković       |
| 3  | Bielorussia (bandiera) | D     | Maksim Vitus               |
| 4  | Croazia (bandiera)     | D     | Ante Majstorović           |
| 5  | Croazia (bandiera)     | D     | Branko Vrgoč               |
| 7  | Croazia (bandiera)     | C     | Matej Jukić                |
| 8  | Croazia (bandiera)     | C     | Mateo Topić                |
| 9  | Panama (bandiera)      | A     | Abdiel Arroyo              |
| 10 | Croazia (bandiera)     | A     | Petar Mišić                |
| 11 | Croazia (bandiera)     | A     | Dražen Bagarić             |
| 12 | Croazia (bandiera)     | P     | Danijel Zagorac (capitano) |
| 17 | Croazia (bandiera)     | A     | Dino Špehar                |
| 18 | Albania (bandiera)     | D     | Amir Rrahmani              |

| N. |                    | Ruolo | Calciatore                   |
| -- | ------------------ | ----- | ---------------------------- |
| 20 | Croazia (bandiera) | C     | Luka Grubišić                |
| 21 | Croazia (bandiera) | A     | Ivan Pešić                   |
| 22 | Panama (bandiera)  | C     | Yoel Bárcenas                |
| 24 | Serbia (bandiera)  | C     | Miloš Vidović                |
| 26 | Croazia (bandiera) | D     | Nino Galović (vice-capitano) |
| 29 | Croazia (bandiera) | D     | Ivan Ibriks                  |
| 30 | Croazia (bandiera) | A     | Petar Franjić                |
| 33 | Croazia (bandiera) | C     | Mirko Oremuš                 |
| 44 | Croazia (bandiera) | D     | Jure Obšivač                 |
| 77 | Croazia (bandiera) | C     | Slavko Blagojević            |
| -  | Croazia (bandiera) | D     | Ivan-Anton Vasilj            |
| -  | Croazia (bandiera) | C     | Filip Faletar                |

### Staff tecnico
- Allenatore:  Vjekoslav Lokica
- Vice-Allenatore: ?
- Preparatore dei portieri: ?
- Preparatore atletico: ?
- Medico sociale: ?
- Fisioterapista: ?

### Rose delle stagioni precedenti
- 2014-2015
- 2012-2013
- 2011-2012